# Zeitschrift für Europäisches Umwelt- und Planungsrecht
Die Zeitschrift für Europäisches Umwelt- und Planungsrecht (EurUP) ist eine juristische Fachzeitschrift, die seit 2003 im Lexxion Verlag in Berlin erscheint und sich mit dem europäischen Umweltrecht befasst. Zur Zielgruppe zählen Praktiker in Unternehmen, Anwaltskanzleien sowie europarechtliche Lehrstühle und Institute.

## Themenbereiche
- EU-Richtlinien und deren Umsetzung in nationales Recht
- EU-Osterweiterung
- Verfahren durch die Europäische Kommission und vor dem EuGH
- Nationales Umweltrecht: Deutschland und andere EU-Länder
- EU-Länderberichte „Umweltrecht“
- Umwelt-Rechtsvergleiche
- Einschließlich Planungs-, Wettbewerbs- und Vergaberecht

## Weblink
- Webseite der Zeitschrift für Europäisches Umwelt- und Planungsrecht